# Алнашское (сельское поселение)
Алнашское — упразднённое муниципальное образование со статусом сельского поселения в составе Алнашского района Удмуртии.
Административный центр и единственный населённый пункт — село Алнаши.
Образовано в 2004 году в результате реформы местного самоуправления.
Законом Удмуртской Республики от 23 апреля 2021 года № 27-РЗ к 9 мая 2021 года упразднено в связи с преобразованием муниципального района в муниципальный округ.

## Географические положение
Находится в центральной части района, окружён территорией Ромашкинского сельского поселения.
Общая площадь поселения — 1305 гектар, из них сельхозугодья — 125 гектар.

## Население
| 2008  | 2010  | 2012  | 2013  | 2014  | 2015  |
| ----- | ----- | ----- | ----- | ----- | ----- |
| 6512  | ↘6303 | ↘6198 | ↘6116 | ↘6095 | ↘6047 |
| 2016  | 2017  | 2018  | 2019  | 2020  | 2021  |
| ↘5990 | ↘5964 | ↘5913 | ↗5921 | ↘5872 | ↗6837 |